# Phacelia platycarpa
Phacelia platycarpa là loài thực vật có hoa trong họ Mồ hôi. Loài này được (Cav.) Spreng. miêu tả khoa học đầu tiên năm 1825.